# Platypelis tuberifera
Platypelis tuberifera és una espècie de granota arborícola que viu a Madagascar.
És una espècie arborícola de la selva tropical, més sovint observada a les axil·les de les fulles de Pandanus. També es produeix en vegetació secundària i degradada, però no en zones completament obertes. Cria en axil·les de fulles de Pandanus per desenvolupament larvari.
El seu hàbitat forestal retrocedeix a causa de l'agricultura de subsistència, l'extracció de fusta, la fabricació de carbó vegetal i la propagació invasiva d'eucaliptus, la pastura de bestiar i l'expansió d'assentaments humans. També es podria veure afectat per la collita de Pandanus, que s'utilitza per a les teulades.